# كايل فينش
كايل فينش (بالإنجليزية: Kyle Finch)‏ هو لاعب إسكواش بريطاني، ولد في 6 ديسمبر 1998 في ساوثهامبتون في المملكة المتحدة.

## وصلات خارجية
- كايل فينش على موقع الاتحاد الدولي لمحترفي الاسكواش (مؤرشف) (الإنجليزية)
- كايل فينش على موقع SquashInfo.com (الإنجليزية)